# Kinema Citrus
Kinema Citrus Co., Ltd. (株式会社キネマシトラス, Kabushiki gaisha Kinema Shitorasu) est un studio d'animation japonaise situé à Suginami dans la préfecture de Tokyo, au Japon, fondé en mars 2008.

## Histoire
Le studio est fondé le 3 mars 2008 par Muneki Ogasawara, qui était producteur chez Production I.G et Bones, avec Yuichiro Matsuka, qui était également producteur chez Production I.G et Bandai Visual, le réalisateur Masaki Tachibana, et l'animateur en freelance Kōichi Arai. Plus tard, Matsuya a démissionné en 2013 de son poste de directeur pour fonder son propre studio, 3Hz, et Tachibana est devenu indépendant.
Le 1er juillet 2019, un partenariat est conclu entre Kinema Citrus, Kadokawa et Bushiroad « dans le but de produire une propriété intellectuelle « stable » et des anime en réponse à la popularité croissante des animes aux niveaux national et international » ; dans cette continuité, le studio a annoncé le 12 décembre 2019 que les deux sociétés partenaires avaient chacun acquis 31,8% des actions de Kinema Citrus, les 36,4% restants sont gardés par Muneki Ogasawara.

## Production

### Séries télévisées
| Année | Titre                                    | Dates de 1re diffusion | Dates de 1re diffusion | Nb. éps. | Notes |
| Année | Titre                                    | Début                  | Fin                    | Nb. éps. | Notes |
| ----- | ---------------------------------------- | ---------------------- | ---------------------- | -------- | --- |
| 2009  | Higepiyo                                 | 3 avril 2009           | 26 février 2010        | 39       | Adaptation de la série de yonkoma de Risa Itō.                                                                   |
| 2009  | Tôkyô Magnitude 8.0                      | 9 juillet 2009         | 17 septembre 2009      | 11       | Projet original coproduit avec Bones.                                                                            |
| 2012  | Oshiri kajiri mushi (ja)                 | 7 octobre 2012         | 7 décembre 2015        | 72       | Une série d'animation pour enfants basée sur une chanson pour enfants au Japon.                                  |
| 2012  | Code: Breaker                            | 7 octobre 2012         | 30 décembre 2012       | 13       | Adaptation de la série de manga d'Akimine Kamijō.                                                                |
| 2013  | Yuyushiki                                | 9 avril 2013           | 26 juin 2013           | 12       | Adaptation de la série de yonkoma de Komata Mikami.                                                              |
| 2014  | Black Bullet                             | 8 avril 2014           | 1er juillet 2014       | 13       | Basée sur la série de light novel écrite par Shiden Kanzaki et illustrée par Saki Ukai ; coproduite avec Orange. |
| 2014  | Barakamon                                | 6 juillet 2014         | 27 septembre 2014      | 12       | Adaptation de la série de manga de Satsuki Yoshino.                                                              |
| 2015  | Gochūmon wa usagi desu ka??              | 10 octobre 2015        | 26 décembre 2015       | 12       | Suite de Gochūmon wa usagi desu ka? ; coproduite avec White Fox.                                                 |
| 2016  | Norn9 (ja)                               | 7 janvier 2016         | 31 mars 2016           | 12       | Basée sur le jeu vidéo otome développé par Otomate ; coproduite avec Orange.                                     |
| 2016  | Kuma Miko (ja)                           | 3 avril 2016           | 19 juin 2016           | 12       | Adaptation de la série de manga de Masume Yoshimoto ; coproduite avec EMT Squared.                               |
| 2016  | Shakunetsu no takkyū musume (ja)         | 3 octobre 2016         | 19 décembre 2016       | 12       | Adaptation de la série de manga de Yagura Asano.                                                                 |
| 2017  | Made in Abyss                            | 7 juillet 2017         | 29 septembre 2017      | 13       | Adaptation de la série de manga d'Akihito Tsukushi.                                                              |
| 2018  | Shōjo☆Kageki Revue Starlight             | 12 juillet 2018        | 27 septembre 2018      | 12       | Basée sur un projet multimédia japonais par Bushiroad et Nelke Planning.                                         |
| 2019  | The Rising of the Shield Hero            | 9 janvier 2019         | 26 juin 2019           | 25       | Adaptation de la série de light novel écrite par Aneko Yusagi et illustrée par Minami Seira.                     |
| 2020  | Show by Rock!! Mashumairesh!! (ja)       | 9 janvier 2020         | 26 mars 2020           | 12       | Suite de Show by Rock!!.                                                                                         |
| 2021  | Show by Rock!! Stars!! (ja)              | 7 janvier 2021         | 25 mars 2021           | 12       | Nouvelle série animée pour Show by Rock!!.                                                                       |
| 2021  | Cardfight!! Vanguard overDress           | 3 avril 2021           | 28 décembre 2021       | 25       | Nouvelle série animée pour Cardfight!! Vanguard ; Coproduite avec Gift-o'-Animation et Studio Jemi,.             |
| 2022  | The Rising of the Shield Hero - Saison 2 | 6 avril 2022           | 29 juin 2022           | 13       | Suite de The Rising of the Shield Hero ; coproduite avec DR Movie,.                                              |
| 2022  | Made in Abyss: Retsujitsu no Ôgonkyô     | 6 juillet 2022         | 28 septembre 2022      | 12       | Suite de Made in Abyss: L'Aurore de l'âme des Profondeurs,.                                                      |
| 2023  | My Happy Marriage                        | 5 juillet 2023         | À venir                | 5        | Adaptation de la série de light novel écrite par Akumi Agitogi et illustré par Tsukiho Tsukioka                  |
| 2023  | The Rising of the Shield Hero - Saison 3 | 6 octobre 2023         | 22 décembre 2023       | 12       | Suite de la deuxième saison de The Rising of the Shield Hero.                                                    |
| 2025  | The Rising of the Shield Hero - Saison 3 | 9 juillet 2025         | À venir                | À venir  | Suite de la troisième saison de The Rising of the Shield Hero                                                    |

### Films d'animation
| Année | Titre                                            | Date de sortie   | Notes                                                                    |
| ----- | ------------------------------------------------ | ---------------- | ------------------------------------------------------------------------ |
| 2009  | Eureka Seven: Pocket Full of Rainbows            | 25 avril 2009    | Une adaptation en film d'Eureka Seven ; coproduit avec Bones.            |
| 2013  | Neppu kairiku Bushi Road (ja)                    | 31 décembre 2013 | Basée sur la franchise créée par Sunao Yoshida ; coproduite avec Orange. |
| 2019  | Made in Abyss: L'aube du voyage                  | 4 janvier 2019   | Résumé de la première moitié de Made in Abyss.                           |
| 2019  | Made in Abyss: Le crépuscule errant              | 18 janvier 2019  | Résumé de la seconde moitié de Made in Abyss.                            |
| 2020  | Made in Abyss: L'Aurore de l'âme des Profondeurs | 17 janvier 2020  | Suite de Made in Abyss.                                                  |

### OAV
| Année | Titre                                                  | Date(s) de sortie                  | Notes                                                                                      |
| ----- | ------------------------------------------------------ | ---------------------------------- | ------------------------------------------------------------------------------------------ |
| 2010  | .hack//Quantum (ja)                                    | 27 décembre 2010 - 25 mars 2011    | Production de 3 épisodes basée sur la franche .hack.                                       |
| 2011  | The Legend of Heroes: Trails in the Sky                | 25 novembre 2011 - 24 février 2012 | Production de 2 épisodes basée sur le jeu vidéo développé par Nihon Falcom.                |
| 2012  | Marimo no hana: Saikyō budōha shōgakusei densetsu (ja) | 18 mars 2012                       | Basée sur une série de shōjo manga écrite par Yasushi Akimoto et dessinée par Yūko Kasumi. |
| 2012  | Nagareboshi Lens (ja)                                  | 18 mars 2012                       | Basée sur une série de shōjo manga de Mayu Murata.                                         |
| 2016  | Under the Dog (en)                                     | 1er août 2016                      | Projet original financé avec Kickstarter ; coproduite avec Orange.                         |
| 2017  | Yuyushiki: Komarasetari, komarasaretari                | 22 février 2017                    | Épisode spécial basé sur le manga de Komata Mikami.                                        |

### ONA
| Année | Titre                   | Dates de 1re diffusion | Dates de 1re diffusion | Nb. éps.      | Notes |
| Année | Titre                   | Début                  | Fin                    | Nb. éps.      | Notes |
| ----- | ----------------------- | ---------------------- | ---------------------- | ------------- | --- |
| 2011  | Busō Shinki: Moon Angel | 22 septembre 2011      | 26 janvier 2012        | 10            | Production de courts épisodes pour la sortie du jeu vidéo Busō Shinki Battle Masters Mk. 2 ; coproduite avec TNK.                                                                                             |
| 2021  | Star Wars: Visions      | 22 septembre 2021      | 22 septembre 2021      | 9 (1 réalisé) | Série dérivée de la saga Star Wars ; réalisé par Science Saru, Kinema Citrus, Trigger, Colorido, Geno Studio, Kamikaze Douga et Production I.G. L'épisode réalisé par Kinema Citrus est La Mariée du village. |